# پاسکواله اسبارا
پاسکواله اسبارا (انگلیسی: Pasquale Sbarra؛ زادهٔ ۴ ژوئن ۱۹۸۸) بازیکن فوتبال اهل سوئیس است.
از باشگاه‌هایی که در آن بازی کرده‌است می‌توان به باشگاه فوتبال گراس‌هاپر زوریخ اشاره کرد.